# Biagio Chianese
Biagio Chianese (* 28. Oktober 1961 in Triest) ist ein ehemaliger italienischer Boxer.

## Werdegang
Als Amateurboxer wurde er 1981 Italienischer Meister im Schwergewicht (81–91 kg), sowie 1982, 1984, 1985, 1986 und 1987 Italienischer Meister im Superschwergewicht (+ 91 kg). Bei den Junioren hatte er bereits 1980 die Bronzemedaille bei den Europameisterschaften dieser Altersklasse erkämpft.
1981 gewann er Bronze beim President’s Cup in Jakarta und erreichte 1985 den 5. Platz bei den Europameisterschaften in Budapest. Nach einem Sieg gegen Biko Botowamungu verlor er gegen Janusz Zarenkiewicz. Sein größter Erfolg gelang ihm 1986 bei den Weltmeisterschaften im US-amerikanischen Reno, als er erst im Halbfinale gegen Alex Garcia unterlag und so mit einer Bronzemedaille im Superschwergewicht ausschied. 1987 folgte eine weitere Bronzemedaille im Superschwergewicht, bei den Europameisterschaften in Turin. Gegen Aziz Salihu kämpfte er sich ins Halbfinale vor, wo er Ulli Kaden unterlag.
1989 wurde er Profiboxer und bestritt Kämpfe in Italien, Frankreich, England und den USA. Er wurde 1991 Italienischer Meister im Schwergewicht und boxte am 1. Dezember 1993 um die Europameisterschaft der (EBU), unterlag dabei jedoch gegen Henry Akinwande. Er beendete seine Profilaufbahn 1995 mit 14 Siegen, drei Niederlagen und einem Unentschieden.